# Кильмейер, Карл Фридрих
Карл Фридрих Кильме́йер (нем. Karl Friedrich Kielmeyer; 22 октября 1765, Бебенхаузен — 24 сентября 1844, Штутгарт) — немецкий врач, биолог и химик, один из первых учёных, рассуждавших над теорией органической эволюции.

## Биография
Кильмейер учился с 1773 года в Школе Карла (или Карлсшуле) в Солитюде около Герлингена, которая в 1775 году была переведена в Штутгарт и в 1781 году переименована в Высшую школу герцога Карла. Здесь он завершил своё образование в 1786 году, защитив диссертацию «О химическом составе некоторых минеральных источников». Уже в 1785 году, то есть ещё во время учёбы, он начал преподавать в Карлсшуле естественные науки. Свои знания Кильмейер расширил пребыванием в Гёттингенском университете. Там он занимался под руководством Иоганна Фридриха Блюменбаха, Георга Кристофа Лихтенберга и Иоганна Фридриха Гмелина. В 1790 году он был назначен преподавателем зоологии и куратором естественно-исторических собраний Карлсшуле. С 1792 года Кильмейер занимал должность ординарного профессора химии. После закрытия Карлсшуле он получил кафедру химии и ботаники в Тюбингенском университете.
Вюртембергский герцог (с 1806 года король) Фридрих I поручил Кильмейеру в 1804 году организацию нового ботанического сада в Тюбингене. В 1816 году ученый становится директором королевского научного собрания (королевской библиотеки, ботанического сада, собраний древностей, монет и естественно-научных препаратов) в Штутгарте, где он получил в 1817 году чин государственного советника. Ещё в 1808 году Кильмейер был награждён вюртембергским рыцарским орденом за гражданские заслуги с пожалованием личного дворянства. Рыцарский орден вюртембергской короны был дан ему в 1818 году, а в 1830 году он получил командорский орден вюртембергской короны. В 1840 году Кильмейеру пожаловали Орден Фридриха. В 1812 году он был избран членом-корреспондентом Прусской академии наук, а в 1818 году он становится членом общества Леопольдина.
В 1839 году он сложил с себя обязанности директора королевской библиотеки и ботанического сада. В 1843 году в преклонном возрасте он участвовал в собрании бывших учеников Высшей школы герцога Карла. Его захоронение находится на кладбище Хоппенлау в Штутгарте. В Тюбингене, Штутгарте и других городах улицы носят его имя.

## Научная деятельность и взгляды
Кильмейер был приверженцем витализма. Во время своего пребывания в Карлсшуле он подружился с Жоржем Кювье, который учился там же с 1784 по 1788 год. С Кювье он переписывался долгие годы спустя. Эти дружеские отношения способствовали тому, что Кювье пересылал в Штутгарт разнообразные научные материалы и воспрепятствовал разграблению собраний во время наполеоновских войн.
Кильмейер задолго до Дарвина высказывал идеи об органической эволюции. Наибольшей известностью пользовалась его речь, произнесённая по поводу дня рождения вюртембергского герцога Карла Евгения в 1793 году. В ней ученый высказал гипотезу эволюции видов и развития организмов от низших к высшим формам. К сожалению, Кильмейер больше не публиковал свои рассуждения на эту тему. Позднее в учёных кругах ходили записи его лекций. Единственный лекционный курс Кильмейера был опубликован Густавом Вильгельмом Мюнтером в 1840 году. Однако, неизвестно, насколько этот текст аутентичен. В нём, среди прочего, встречаются следующие высказывания об эволюции: «Посему кажется, что ряд различных органических видов на нашей Земле произошёл друг от друга и что можно говорить об отношениях формы и строения, связывающих различные виды, а именно вследствие их развития одного из другого. Схожесть видов между собой и их различие, кажется, основывается на происхождении их от общего предка». Кильмейер понимал также и значение гипотезы эволюции для биологической систематики: «В то время, как классификация неорганических тел имеет более искусственный характер, то для живых тел она естественна, ибо покоится на их родственности». Из многочисленных учеников Кильмейера назовём врача и палеонтолога Георга Фридриха Йегера и боннского анатома, профессора Августа Франца Йозефа Карла Майера.
Та же речь «Об отношении между органическими силами», произнесенная в 1793 году, оказала значительное влияние на натурфилософию Шеллинга и была высоко оценена в сочинении «О мировой душе». Заимствованная идея развития органической природы через действие противоположных сил была расширена им до более общего представления, охватывающего весь природный и духовный мир, — диалектический принцип.

## Кильмейер и Гёте
Кильмейер и Гёте встречались, насколько достоверно известно, один раз, когда великий поэт ехал в Швейцарию в 1797 году. В дневнике Гёте отметил эту встречу и записал содержание их беседы: «Рано с профессором Кильмейером, который меня посетил; обсудили многое об анатомии и физиологии органических существ. Программа лекций его будет вскоре напечатана. Он мне изложил свои мысли о том, как он склонен прикрепить законы органической природы к общим физическим законам… Об идее, что более высокие органические существа в своём развитии делают несколько шагов вперёд, на которые другие отстают от них».

## Сочинения
- Disquisitio chemica acidularum Bergensium et Goeppingensium. (Inaugural-Dissertation). Stuttgart, 1786. (Новое издание 2006 года, ISBN 3-938905-20-4).
- Über die Verhältnisse der organischen Kräfte unter einander in der Reihe der verschiedenen Organisationen. Stuttgart, 1793 (Перепечатка 1930 года в Sudhoffs Arch. Gesch. Medic., том 23, стр. 247—267 и в 1993 году, ISBN 3-925347-25-9).
- Versuche über die sogenannte animalische Electrizität. В журнале: Journal der Physik, herausgeg. von Fr. A. Ofren, том 8, Leipzig, стр. 65—77.
- Physikalisch-chemische Untersuchungen der Fürstenquelle zu Imnau. В книге: Meilers neuste Nachrichten von Imnau. Freiburg und Konstanz, стр. 30—79.
- Über die bei allen einzelnen Pflanzen wahrnehmbare Richtung ihrer Wurzeln nach unten erdwärts und die Richtung der Stämme nach oben, himmelwärts. Eröffnungsrede 12. Naturforscher.-Versammlung. Stuttgart, 1834.
- Einige Notizen über die Lebensumstände und Verhältnisse. Georges Cuvier während seines Aufenthalts in der Karlsakademie und einige Jahre nach diesem. В книге: Württemb. Jahrb., Stuttgart und Tübingen, 1846, стр. 163—186.
- Gesammelte Schriften. Herausgegeben von F. H. Holler unter Mitwirkung von J. Schuster nach den Handschriften zum erstenmal veröffentlicht. Berlin: W. Keiper, 1938. — 304 с.